# Кожаные куртки
«Кожаные куртки» (англ. Leather Jackets) — американский кинофильм.

## Сюжет
В маленьком американском городке неумелая молодёжная банда начинает свою бандитскую деятельность с ограбления вьетнамского букмекера и наркоторговца. В какой-то момент у одного из бандитов нервы не выдерживают и пистолет выстреливает во вьетнамца. Вьетнамская мафия не прощает ни убийство одного из своих людей, ни тем более потери своих денег. И нигде невозможно укрыться от её длинных «щупалец».

## В ролях
- Бриджит Фонда — Клауди
- Кэри Элвес — Доббс
- Маршалл Белл — Странник
- Даниэль Бернард Суини — Микки
- Джуди Тревор — миссис Литлл
- Джеймс ЛеГро — Карл
- Нил Джунтоли — Сэмми
- Фил Чонг — вьетнамский букмекер
- Джон Полито — толстый Джек
- Крис Пенн — большой Стив

## Съёмочная группа
- Кэри Элвес — продюсер
- Кассиан Элвес — продюсер
- Лоуренс Стивен Мейерс — продюсер
- Трэйси Ли Вонг — продюсер
- Ли Дрисдейл — сценарист
- Джеймс Чрессантис — оператор
- Шломо Артци — композитор